# Об'єднані Арабські держави
Об'єднані Арабські держави (ОАД, араб. اتحاد الدول العربية) короткочасна конфедерація Сирійської Республіки, Республіки Єгипет і Єменського Мутаваккілітського Королівства 1958-1961 рр.
Об'єднана Арабська Республіка була незалежною державою, союз було утворено між Сирією й Єгиптом в 1958. Єменське Мутаваккілітське Королівство (Північний Ємен) на той час вже мало угоду про взаємооборону з Єгиптом і тому без перешкод вступило у вільну конфедерацію з Об'єднаною Арабською Республікою. Але ні Союз, ні Конфедерація, ні ідеї панарабізму в цьому випадку, не витримали перевірку часом. І об'єднання були скасовані в 1961.